# Języki pama-nyungańskie

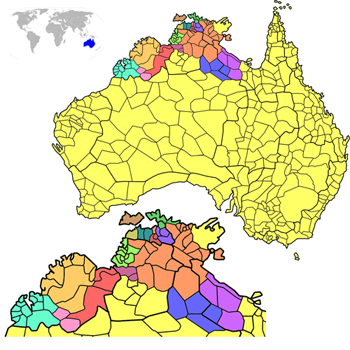
Australijskie rodziny językowe. Języki pama-nyungańskie oznaczone kolorem żółtym.

Języki pama-nyungańskie – największa rodzina języków australijskich, jedna z największych na świecie co do liczby języków.
W okresie przedkolonialnym ludy aborygeńskie mówiące językami pama-nyungańskimi zamieszkiwały 90% powierzchni kontynentu, obejmując cały jego obszar z wyjątkiem północnego zachodu, gdzie istnieje kilkanaście niewielkich rodzin o niejasnych związkach z rodziną pama-nyungańską, a także Tasmanii, której mieszkańcy posługiwali się słabo poznanymi językami tasmańskimi. 20. edycja Ethnologue wymienia 282 języki pama-nyungańskie, w większości wymarłe lub wymierające, którymi posługuje się łącznie około 30 tysięcy ludzi.
Należą do nich między innymi:
- język aranda
- język dyirbal
- język guugu yimithirr

Nazwa rodziny pochodzi od lokalnych form wyrazu „człowiek” – pama (w północno-wschodniej Australii) i nyunga (na południowym zachodzie).